# سولیفر
سولیفر (انگلیسی: Solifer) شرکت خودروسازی فنلاندی است، که در سال ۱۹۵۴ تأسیس شد.